# Planificación de recursos humanos
Planificación de recursos humanos es un proceso que identifica necesidades actuales y futuras de recursos humanos para que la organización alcance sus objetivos.La planificación de los recursos humanos debe servir como un enlace entre la gestión de los recursos humanos y el plan estratégico general de una organización. El envejecimiento de la población de los trabajadores en la mayoría de los países occidentales y la creciente demanda de trabajadores cualificados en las economías en desarrollo han resaltado la importancia de una planificación de recursos humanos efectiva. 
Según la definición de Bulla y Scott, planificación de recursos humanos es "el proceso de asegurar que las necesidades de recursos humanos de una organización estén identificadas y se hagan planes para satisfacer estos requisitos". Reilly define la planificación del personal como:' Un proceso en el cual una organización intenta estimar la demanda de trabajo y evaluar el tamaño, naturaleza y fuentes de suministro que serán necesarios para satisfacerla' La planificación de recursos humanos incluye la creación de una imagen, estrategia de retención, estrategia de gestión de las ausencias, estrategia de flexibilidad, estrategia de gestión del talento, contratación y estrategia de selección.

## Mejores Prácticas
Los procesos de planificación de la mayoría de las
organizaciones no solo definen lo que se lleva a cabo dentro de un plazo
determinado, sino también el número y tipo de recursos humanos que serán
necesarios para alcanzar los objetivos definidos (por ejemplo, las competencias
requeridas; cuando se necesitan los recursos; etc.).
Gestión por competencias apoya la integración de
planificación de recursos humanos con la planificación de negocios, permitiendo
a las organizaciones evaluar la capacidad de los recursos humanos actuales en
función de sus competencias con respecto a la capacidad que se necesita para
lograr la visión, misión y objetivos de la organización. Estrategias específicas
de recursos humanos, planes y programas para hacer frente a las deficiencias
(por ejemplo, la contratación / dotación de personal, el desarrollo de la
carrera; el aprendizaje de la sucesión; etc.) están para ser implementados y
desarrollados, logrando con esto la clausura de deficiencias.
Estas estrategias y programas están supervisados y evaluados
con regularidad para asegurarse de que las organizaciones se están moviendo en
la dirección deseada, incluyendo las deficiencias de competencias en los
empleados, haciendo correcciones según sea necesario.
Planificación de recursos humanos es el proceso continuo de
planificación sistemática para lograr el mejor uso de los activos más valiosos
de una organización - sus recursos humanos. El objetivo de la planificación de
recursos humanos es garantizar el mejor ajuste entre los empleados y los
puestos de trabajo, evitando la escasez de mano de obra o piezas adicionales.
Los tres elementos clave del proceso de planificación de recursos humanos prevén
la demanda de trabajo, el análisis de la oferta de trabajo, y el equilibrio entre
demanda y oferta de trabajo.

## Etapas de implementación
Las siguientes etapas de implementación se sugieren para las
grandes organizaciones en apoyo a la Planificación Estratégica de Recursos
Humanos.

### Etapa 1
Planificación de Recursos Humanos a Corto-Plazo
- Establecer una arquitectura de competencias y un diccionario de las mismas que apoyará a la planificación estratégica de Recursos Humanos.
- Para cada grupo que se perfile, definir los roles y la carrera para ayudar a identificar las necesidades de recursos humanos actuales y futuros.
- Determinar cómo se integrarán las competencias con los procesos y sistemas existentes de planificación de recursos humanos (por ejemplo, los sistemas de administración de recursos de información humana; otras herramientas basadas en la informática y modelos de predicción).

### Etapa 2
- Construir o renovar las herramientas de planificación de recursos humanos, las plantillas y procesos para incorporar elementos como se determina en la etapa 1.
- Capacitar a los administradores y / o facilitar el proceso de planificación de recursos humanos de las empresas.
- Supervisar y mejorar continuamente los procesos, herramientas y sistemas para apoyar la planificación de recursos humanos.

## Política global, procesos y herramientas
Gestión de la información en la infraestructura de Recursos
Humanos 
Algunas organizaciones de gobierno para la rendición de
cuentas que han implementado efectivamente las competencias sobre la base de
toda la empresa han asegurado que existe un marco adecuado de gestión de
proyectos, gobernanza y rendición de cuentas en el lugar para apoyar el
desarrollo, mantenimiento y revisión / actualización de los perfiles de
competencia para satisfacer las demandas que cambian día con día. 

## Etapas para la implementación de procesos
Las siguientes etapas de implementación se sugieren para organizaciones grandes o medianas.

### Etapa 1
- Identificar los requisitos de infraestructura y del sistema para apoyar la plena aplicación (por ejemplo, Sistema para la información de Recursos Humanos; otras herramientas de software on-line necesarios para soportar varias aplicaciones CBM).
- Desarrollar los perfiles de competencia.
- Implementar los perfiles de competencia por etapas para demostrar los beneficios (por ejemplo, tan pronto como se desarrollen los perfiles para un grupo, implementar rápidamente una aplicación planificada de alto beneficio y bajo riesgo para el grupo).
- Comunicar historias de éxito según se implementen los perfiles de competencia.
- Buena organización.

### Etapa 2
- Desarrollar, revisar / actualizar perfiles de competencias para satisfacer las demandas.
- Monitorear y evaluar las solicitudes para asegurarse de que estén cumpliendo con las necesidades de la organización, ajustar los programas según sea necesario, para satisfacer las necesidades en evolución.

Hay cinco estrategias de recursos humanos para satisfacer las necesidades de su organización en el futuro:
* Estrategia de reestructuración.
* Estrategia de formación y desarrollo.
* Estrategia de reclutamiento.
* Estrategia de Externalización.
* Estrategia de colaboración.